# Ekaterina Aleksandrovna Vasil'eva
Ekaterina Aleksandrovna Vasil'eva (in russo Екатерина Александровна Васильева?; Mosca, 30 maggio 1976) è un'ex pallanuotista russa, vincitrice di una medaglia di bronzo ai giochi olimpici di Sydney 2000. Ha inoltre partecipato ai giochi olimpici del 1996 e del 2004.